# Дашидоржиева, Туяна Норполовна
Туяна Норполовна Дашидоржиева (род. 14 апреля 1996 года, Агинский Бурятский автономный округ, Россия) — российская спортсменка, стрелок из лука. Серебряный призёр XXXI летних Олимпийских игр в командных соревнованиях (2016). Чемпионка мира в командных соревнованиях (2015). Серебряный призер чемпионата мира в помещении командных соревнованиях (2018). Серебряный призёр чемпионата Европы в личных соревнованиях (2016). Серебряный и бронзовый призер этапов кубка мира в командных соревнованиях (2016). Двукратный бронзовый призер Всемирной летней универсиады в командных соревнованиях (2015, 2017). Двукратный бронзовый призер первенства мира в личных и командных соревнованиях (2011, 2015). Серебряный и бронзовый призер первенства мира в помещении в командных соревнованиях (2012, 2016). Серебряный призер первенства Европы в помещении в командных соревнованиях (2015).
Серебряный призер чемпионата России в личных соревнованиях (2015). Двукратная чемпионка России (2016, 2017), трехкратный серебряный (2012, 2013, 2018) и двукратный бронзовый (2015, 2021) призер чемпионата России в командных соревнованиях. Бронзовый призер чемпионата России в смешанных командах (микст) (2017). Чемпионка России в помещении (2018), пятикратный серебряный призер чемпионата России в помещении (2013, 2016, 2017, 2020, 2021) в командных соревнованиях.
Мастер спорта России (2010), Заслуженный мастер спорта России (2015). Обладатель медали ордена «За заслуги перед Отечеством» I степени (2016).

## Биография
Туяна Дашидоржиева родилась 14 апреля 1996 года в населённом пункте Цаган-Челутай Могойтуйского района Агинского Бурятского автономного округа в семье Норпола и Жаргалмы Дашидоржиевых. Через три года родители переехали жить в Читу, где её отец, сам увлекающийся стрельбой из лука, открыл ювелирную мастерскую. В Чите Туяна увлекалась танцами, гимнастикой, также ходила в разные кружки. Но так как родители хотели, чтобы она занималась стрельбой из лука, её привели к известному тренеру по этому виду спорта — Светлане Батоевне Жигжитовой. Однако ввиду небольшого возраста Туяны, им порекомендовали привести её через год. В 11 лет девочку приняли в спортивную школу и уже через два года она выполнила норматив мастера спорта.
На международных соревнованиях дебютировала в 2010 году. В 2011 году на молодёжном первенстве мира в Польше стала бронзовым призёром в команде, а через год на таком же турнире стала серебряным призёром. В 2015 году в составе российской команды выступила на универсиаде в Кванджу в командном турнире завоевала бронзовую медаль, а в личном первенстве стала девятой. В том же году на чемпионате мира в Копенгагене в команде с Инной Степановой и Ксенией Перовой стала чемпионкой мира, при этом обыграв в полуфинале олимпийских чемпионок из Кореи, а в финале — представительниц Индии. В индивидуальном турнире чемпионата мира Туяна Дашидоржиева стала 17-й.
29 мая 2016 года Туяна выиграла свою первую медаль европейского первенства, став второй в личном первенстве, уступив в финале украинке Веронике Марченко. В августе того же года Дашидоржиева вошла в состав олимпийской сборной России. Стала серебряным призёром Олимпийских игр в Рио-де-Жанейро в командном первенстве вместе с Ксенией Перовой и Инной Степановой. По итогам квалификации личного турнира Туяна стала лучшей из россиянок, заняв 5-е место. Плей-офф соревнований сложился для россиянки неудачно. Уже во втором раунде Дашидоржиева уступила китаянке Цао Хуэй 4:6 и выбыла из борьбы за медали.

## Награды
- Медаль ордена «За заслуги перед Отечеством» I степени (25 августа 2016 года) — за высокие спортивные достижения на Играх XXXI Олимпиады 2016 года в городе Рио-де-Жанейро (Бразилия), проявленные волю к победе и целеустремленность[8].